# Mesosemia luperca
Mesosemia luperca is een vlindersoort uit de familie van de prachtvlinders (Riodinidae), onderfamilie Riodininae.
Mesosemia luperca werd in 1910 beschreven door Stichel.